# Angmering
Angmering est un village et une paroisse civile du Sussex de l'Ouest, en Angleterre. Il est situé à quelques kilomètres au nord du littoral de la Manche, entre les villes de Littlehampton et Worthing. Administrativement, il relève du district d'Arun. Au recensement de 2011, il comptait 7 614 habitants

## Étymologie
Le nom Angmering est construit à partir du suffixe vieil-anglais -ingas, qui désigne la famille ou l'entourage de l'individu au nom duquel il est accolé, et par extension, l'endroit où ces gens se sont installés. Ici, le nom de l'individu en question peut être reconstruit comme étant *Angenmǣr. Le village est attesté sous la forme Angemæringum vers 880, avec la forme dative du suffixe (-ingum). Dans le Domesday Book, compilé à la fin du XIe siècle, il apparaît en tant que Angemare.

## Histoire
Dans les années 1930, une villa romaine a été découverte à environ 1,5 km à l'ouest du village moderne. Édifiée entre 65 et 75 ap. J.-C., elle témoigne avec le palais romain de Fishbourne de la rapidité avec laquelle le roi des Regnenses Cogidubnus procède à la romanisation de son peuple. Son site reste occupé au moins jusqu'au IIIe siècle.
Dans son testament, établi dans les années 880, le roi du Wessex Alfred le Grand lègue le domaine d'Angmering à son parent Osferth.

## Jumelages
- Ouistreham (France) depuis 1976